# 피에르 코숑

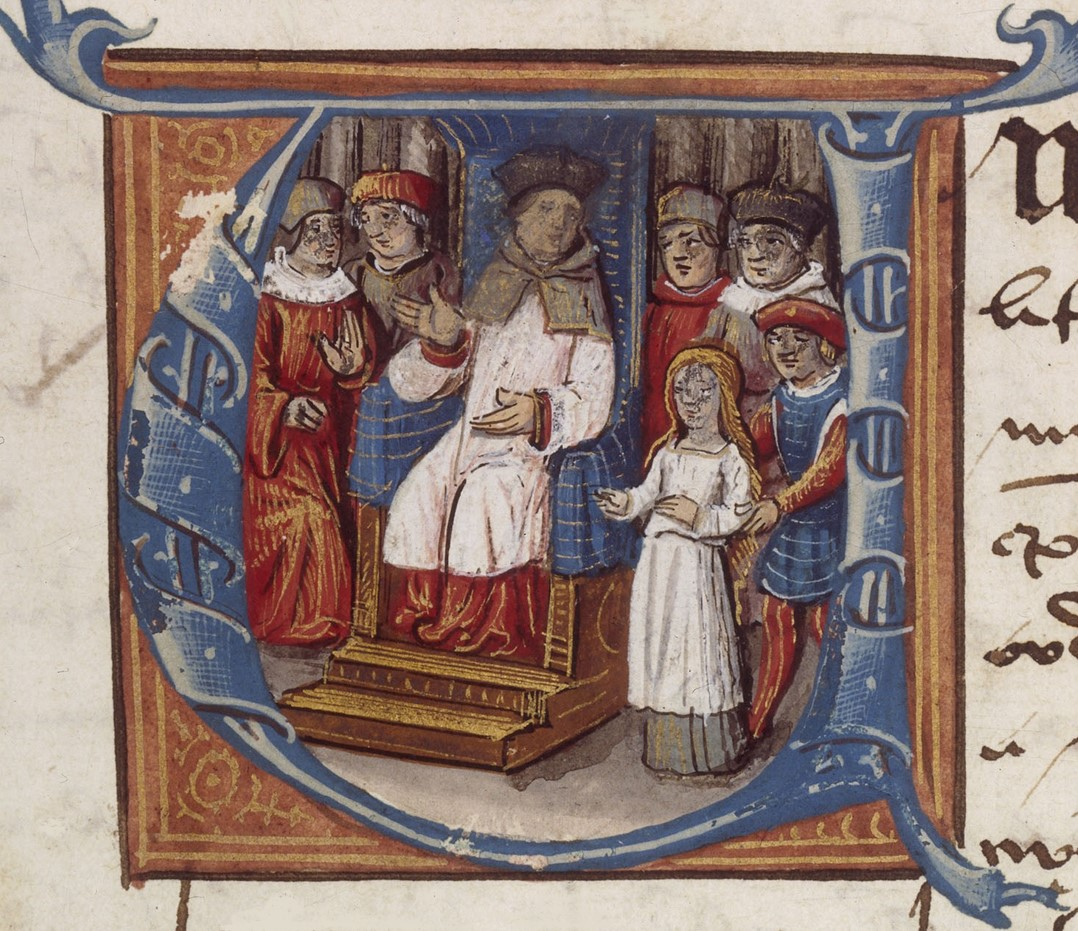
잔 다르크 재판에서의 피에르 코숑

피에르 코숑(1371년~1442년 12월 18일)은 프랑스의 가톨릭 고위 성직자로 1420년에서 1432년에 보베 주교를 역임했다. 그랑테스트 마른주 랭스에서 태어났고 잔 다르크 재판에 참가한 판사로 그녀의 처형에 핵심적인 역할을 했다. 가톨릭 교회는 그의 판결을 1456년에 뒤집었다. 1442년에 노르망디 센마리팀주 루앙에서 사망했다.